# Melody Acres
Melody Acres – jedna z dzielnic Los Angeles, w San Fernando Valley. Leży w północno-zachodniej części Tarzany. Dzielnica ma bardzo aktywne stowarzyszenie Melody Acres Neighborhood Association (MANA), które w imieniu mieszkańców Melody Acres stara się zachować jej wiejski charakter utrzymując większe działki (minimum ½ akra, ok. 20 arów), rzadszą zabudowę, brak chodników i prawa pozwalające na hodowlę koni i zwierząt gospodarskich.
Dzielnica jest ograniczona od południa autostradą Ventura Freeway (U.S. Route 101), pomarańczową linią Los Angeles Metro Busway (Metro Orange Line) od północy, Tampa Avenue na wschodzie i Corbin Avenue na zachodzie.